# هنری (تنسی)
هنری(به انگلیسی: Henry) شهری در ایالت تنسی کشور ایالات متحده آمریکا است که جمعیت آن در سرشماری سال ۲۰۱۰ میلادی، ۴۶۴ نفر بوده‌است.